# Cubocephalus personatus
Cubocephalus personatus là một loài tò vò trong họ Ichneumonidae.